# NKK Sea Hawks
Gli NKK Sea Hawks sono stati una squadra di pallacanestro giapponese, con sede a Kawasaki, nella Prefettura di Kanagawa. Fondata nel 1939, è stata dismessa nel 1999 in seguito a fallimento.
La squadra era collegata alla compagine calcistica del Nippon Kokan Soccer Club, e parte del circolo sportivo della Nippon Kokan, acciaieria situata a Kawasaki e attualmente parte della JFE Holdings.

## Giocatori celebri
- Joe Courtney
- Yutaka Fujimoto
- Manabu Fujita
- Nobuo Hattori
- Kevin Holland
- Steve Hood
- Takashi Itoyama
- Dana Jones
- Shōji Kamata
- Norihiko Kitahara
- Kiyohide Kuwata
- Pace Mannion
- Eric McArthur
- Fumihiko Moroyama
- Kazufumi Sakai
- Kenji Sōda
- Masatomo Taniguchi
- Keith Tower
- Kaoru Wakabayashi
- Kōji Yamamoto